# 天草市立新合小学校
天草市立新合小学校（あまくさしりつ しんごうしょうがっこう）は、かつて熊本県天草市河浦町新合に存在した小学校。

## 沿革
- 1875年（明治8年）8月1日 - 津留学校創立
- 1880年（明治13年）12月 - 中等津留小学校と改称
- 1886年（明治19年）4月 - 津留簡易科教場と改称
- 1892年（明治25年）4月 - 津留尋常小学校と改称
- 1905年（明治38年）4月 - 新合尋常小学校と改称
- 1907年（明治40年）4月 - 新合尋常高等小学校と改称
- 1941年（昭和16年）4月1日 - 新合国民学校と改称
- 1947年（昭和22年）4月1日 - 新合村立新合小学校と改称
- 1954年（昭和29年）11月1日 - 河浦町立新合小学校と改称
- 2006年（平成18年）- 天草市立新合小学校と改称
- 2013年（平成25年）- 天草市立河浦小学校へ統合

## 学校周辺
- 国道266号
- 熊本県道285号宮野河内新合線

## 通学区域
2012年4月1日時点での通学区域は河浦町立原と河浦町新合であった。

## 進学先中学校
- 天草市立河浦中学校 - 全域[1]